# Camille, welkom in mijn leven
Camille, welkom in mijn leven is een documentaireserie van de zender VTM GO over het leven van Camille Dhondt. De serie ging in première op 31 oktober 2022.